# Heiko Lueken
Heiko Lueken (* 21. August 1942 in Wilhelmshaven; † 5. August 2016 in Aachen) war ein deutscher Chemiker und Professor für Anorganische Chemie an der RWTH Aachen.

## Leben
Heiko Lueken studierte Chemie an der Universität Münster. Sein Studium schloss er mit dem Diplom im Jahre 1969 ab. Anschließend wechselte er an die RWTH Aachen, wo er im Arbeitskreis von Welf Bronger im Jahr 1972 promovierte und im Juni 1979 habilitierte. Es folgte 1983 eine Berufung an die Technische Universität Clausthal und nur ein Jahr später an die RWTH Aachen, wo er als Professor für Anorganische Chemie tätig war und im Jahr 2007 emeritiert wurde.
Der Schwerpunkt seiner wissenschaftlichen Arbeit lag auf der Synthese und der magnetochemischen Analyse von Übergangsmetall- und Lanthanoid-basierten magnetischen Verbindungen.

## Werke
- Heiko Lueken: Magnetochemie: Eine Einführung in Theorie und Methoden. Teubner Verlag, 1999, ISBN 3-519-03530-8.
- Heiko Lueken: Praktische Anleitung zur Messung und Interpretation magnetischer Eigenschaften. In: Angewandte Chemie. Band 118, Nr. 47, 4. Dezember 2006, S. 8233, doi:10.1002/ange.200603275.